# Pál Péter
Pál Péter (Lendva, 1998 –) magyar színész, énekes, költő, dalszövegíró.

## Életpályája
1998-ban Lendván született, kétnyelvű környezetben nőtt fel. 16 évesen jelent meg első verseskötete. A Lendvai Kétnyelvű Középiskolában tanult. 2017 és 2022 között a Kaposvári Egyetem színművész szakán tanult, Bozsik Yvette és Bakos-Kiss Gábor osztályában. Zenekara a Peter's pan.
2024-ben indult a Megasztár 7 című zenés műsorban.

## Színházi szerepei

### Budapesti Operettszínház
- Marica grófnő (2020) - Berkó
- Hegedűs a háztetőn (2021) - Fegyka
- Rozsda Lovag és Fránya Frida (2021) - 1. matróz

### Udvari Kamaraszínház
- A világ és a vége (2023) - Péter
- Anjou - A liliom útvesztői - Endre

## Verseskötetei
- Digitális freskók (2016)[9]
- Kétidő (2019)[10]